# موسیقی در گذشته و حال

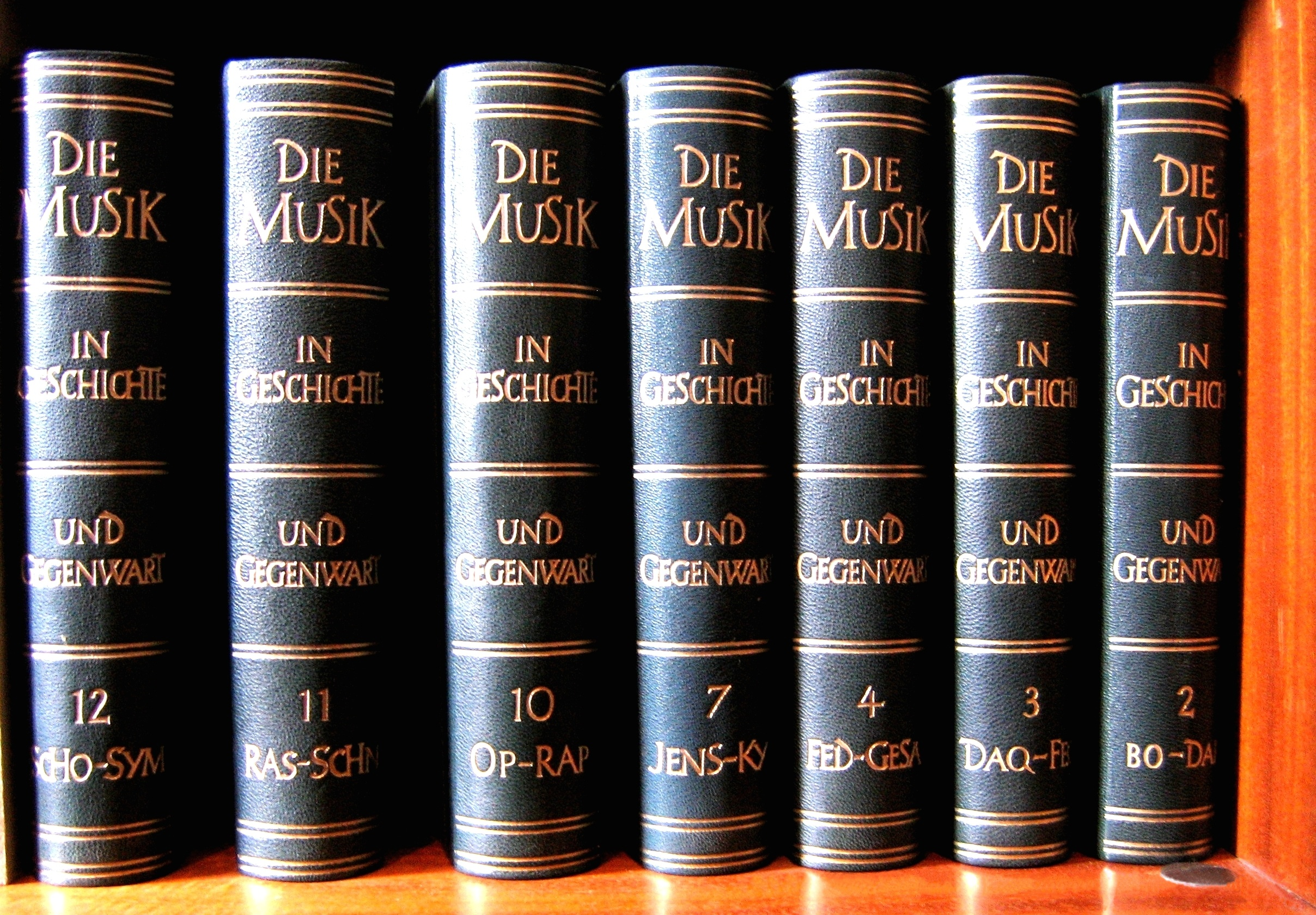
چند جلد از ویرایش نخستِ موسیقی در گذشته و حال

نسخهٔ برخط (آنلاین) دانشنامه

موسیقی در گذشته و حال (به آلمانی: Die Musik in Geschichte und Gegenwart، اختصار: MGG) بزرگ‌ترین و جامع‌ترین دانشنامهٔ موسیقی به زبان آلمانی است که در زمینهٔ موسیقی غرب منتشر می‌شود و تنها، فرهنگنامهٔ موسیقی و موسیقی‌دانان نیو گروو به‌لحاظ حجم و محتوا با آن قابل مقایسه است. این دانشنامه را انتشارات «بِرِن‌رایتر» (Bärenreiter-Verlag) و «مِتسلر» (Metzler) چاپ می‌کند. نخستین ویرایش آن در میانهٔ سال‌های ۱۹۴۹ تا ۱۹۶۸ در ۱۷ مجلد منتشر شد.